# Esther Senot
Esther Senot, née Dzik le 15 janvier 1928 à Kozienice en Pologne, est une survivante de la Shoah et une témoin. Elle est déportée de Drancy vers Auschwitz, par le convoi no 59, en date du 2 septembre 1943.

## Biographie

### Enfance et famille
Esther Dzik est née le 5 janvier 1928 à Kozienice, en Pologne,.
Elle est la fille de Nachim Dzik et de Gela Dzik. Nachim Dzik est né le 25 janvier 1890 à Kałuszyn, en Pologne. Gela Dzik (née Fridman) est née le 1er janvier 1892 à Kozienice, en Pologne. Nachim Dzik est un cordonnier, de santé fragile.
La famille arrive en France en 1928 ou en 1929. Ils sont des Juifs non-pratiquants et communistes. Ils habitent le quartier de Belleville, impasse de Gênes, puis au 10 passage Ronce, dans le 20e arrondissement de Paris.
Esther Dzik est la sixième d'une fratrie de sept enfants :
- Israël, né en 1911,
- Maurice, né en 1913[4],[5],
- Samuel, né le 6 mars 1917, en Pologne, ouvrier tailleur, « concentré » le 14 mai 1941 (rafle du billet vert) et libéré le 12 novembre 1941[6],
- Marcel (Maylich), né le 22 février 1922 à Kozienice[3], apprenti tailleur, interné à Pithiviers (rafle du billet vert)[6], déporté de Pithiviers vers Auschwitz, le 25 juin 1942, par le convoi No 4, y meurt du typhus[7] le 24 août 1942[4],
- Fanny (Feiga), née le 3 décembre 1926 à Kozienice[3], déportée par le convoi No 46 le 9 février 1943, de Drancy à Auschwitz[3], où elle est morte le 26 mars 1944[6],
- Achille, né le 17 mai 1931, dans le 12e arrondissement de Paris[3], déporté par le convoi No 19 le14 août 1942, de Drancy vers Auschwitz[3].

En 1934, la demande de naturalisation de la famille est refusée.
Le frère aîné, Israël, part vivre en Belgique en 1934 et rejoint en 1936 les Brigades internationales en Espagne, puis est ramené en 1939 avec les unités soviétiques en URSS et envoyé au Birobidjan. Il s'installe en Ukraine à la fin de la Seconde Guerre mondiale,.
Le frère cadet, Maurice, fait son service militaire en 1937. Il se retrouve avec son régiment en 1940 à Pau (Pyrénées-Atlantiques). Marié et père de famille avant-guerre, il ne vit plus chez ses parents.

### Seconde Guerre mondiale
Son frère Samuel est arrêté à Paris, envoyé à Drancy. Il est libéré pour raison de santé. Arrêté une deuxième fois avenue Parmentier, il est tabassé au poste de police du quartier, puis hospitalisé à l'hôpital Tenon. Il est exfiltré par un réseau vers la zone libre. Il survit à la guerre.
Le 17 juillet 1942, ses parents et son frère Achille, âgé de 11 ans, sont pris dans la rafle du Vélodrome d'Hiver. Ils sont internés à Drancy et déportés à Auschwitz par le convoi No 19, en date du 14 août 1942. Ils sont assassinés à leur arrivée.
Esther Dzik échappe à la rafle car elle passe la nuit chez sa belle-sœur, l'épouse de Maurice. Cette dernière est exfiltrée par un réseau communiste. Esther Dzik se retrouve seule. Durant deux semaines, elle trouve un refuge chez la concierge de son immeuble. Elle l'aide à passer la ligne de démarcation pour retrouver son frère Maurice à Pau.
Elle est déportée par le Convoi No 59, en date du 2 septembre 1943, de Drancy à Auschwitz et survit à la guerre.

### Après la guerre
À partir de 1985, Esther Senot témoigne sur la Shoah.

## Ouvrages
- Esther Senot et Isabelle Ernot, La petite fille du passage Ronce, Grasset, 28 avril 2021 (ISBN 978-2-246-82614-9, lire en ligne)